# Revue générale de droit médical
 (juillet 2013).
Si vous disposez d'ouvrages ou d'articles de référence ou si vous connaissez des sites web de qualité traitant du thème abordé ici, merci de compléter l'article en donnant les références utiles à sa vérifiabilité et en les liant à la section « Notes et références ».
La Revue générale de droit médical (RGDM) est une revue juridique française à comité de lecture spécialisée dans la recherche en droit de la santé, fondée par Jean-Marie Auby et Gérard Mémeteau en 1999.
Inscrite par l'Agence d'évaluation de la recherche et de l'enseignement supérieur sur la liste des revues académiques de la section "sciences humaines et sociales" (SHS), elle accueille les contributions des spécialistes des divers champs du droit de la santé :
- droit communautaire et européen de la santé
- droit disciplinaire des professions de santé
- droit des institutions sociales et médico-sociales
- droit hospitalier
- droit médical
- droit pénal médical
- droit pharmaceutique
- droit de la santé publique
- éthique et droit du vivant

De parution trimestrielle, elle comprend une première partie consacrée à la publication de monographies et une seconde constituée de rubriques thématiques par domaine. En sus des quatre numéros annuels, un ou plusieurs numéros spéciaux rendent compte du traitement d'un thème particulier ou contiennent les actes de colloques.
Elle est éditée par Les Études Hospitalières (LEH).